# Нанаэ
Нанаэ (яп. 七飯町 Нанаэ-тё:) — посёлок в Японии, находящийся в уезде Камеда округа Осима губернаторства Хоккайдо. Площадь посёлка составляет 216,61 км², население — 28 732 человека (30 июня 2014), плотность населения — 132,64 чел./км².
В Нанаэ раполагается станция высоковольтной линии постоянного тока, соединяющей острова Хоккайдо и Хонсю.

## Географическое положение
Посёлок расположен на острове Хоккайдо в губернаторстве Хоккайдо. С ним граничат города Хакодатэ, Хокуто и посёлки Сикабе, Мори.

## Население
Население посёлка составляет 28 732 человека (30 июня 2014), а плотность — 132,64 чел./км². Изменение численности населения с 1980 по 2005 годы:
| 1980 | 21 267 чел. |  |
| 1985 | 22 607 чел. |  |
| 1990 | 23 963 чел. |  |
| 1995 | 27 040 чел. |  |
| 2000 | 28 354 чел. |  |
| 2005 | 28 424 чел. |  |

## Символика
Деревом посёлка считается сосна густоцветная, цветком — цветок яблони.